# Nepenthes sibuyanensis
Nepenthes sibuyanensis Nerz, 1998 è una pianta carnivora della famiglia Nepenthaceae, endemica dell'isola di Sibuyan, nelle Filippine, dove cresce a 1200–1800 m.

## Conservazione
La Lista rossa IUCN classifica Nepenthes sibuyanensis come specie vulnerabile.